# Phare de la Lande
Le phare de la Lande est une maison-phare située sur les hauteurs du fond de la rade de Morlaix, sur la commune de Carantec. 
Il doit cet emplacement privilégié à Charles Cornic du Chesne. À la suite du recensement de 25 naufrages de 1744 à 1775, ce corsaire de Morlaix adresse un mémoire détaillé au ministre de la Marine et se voit autorisé à mettre en place une première signalisation maritime, une tour-amer en 1775.
Il est automatisé depuis 1993 et télécontrôlé depuis le centre d'exploitation et d'intervention de Brest et n'est plus gardienné ni visitable.

Vue d'ensemble de la baie de Morlaix